# Oligoryzomys occidentalis
Oligoryzomys occidentalis es una especie de roedor sigmodóntido que forma parte de la familia de los cricétidos y del género Oligoryzomys, cuyos integrantes son denominados comúnmente colilargos. Habita en el centro-oeste de Sudamérica.

## Taxonomía
Este taxón fue descrito originalmente en el año 1980 como una subespecie de Oligoryzomys flavescens, por los zoólogos Julio Rafael Contreras Roqué y María Irene Rosi.
En el año 2018, un estudio efectuado por Paula C. Rivera, Raúl E. González-Ittig, Aymée Robainas Barcia, Laura Inés Trimarchi, Silvana Levis, Gladys E. Calderón y Cristina N. Gardenal, la elevó a la categoría de especie plena.
Localidad tipo
La localidad tipo es: “Colonia Alto del Algarrobal, provincia de Mendoza, Argentina".
Etimología
Etimológicamente, el término genérico Oligoryzomys se construye con palabras del idioma griego, en donde: oligos es ‘poco’, ‘chico’, oryza es ‘arroz’ y mys es ‘ratón’. El epíteto específico occidentalis refiere a la distribución de este roedor, la cual se localiza al occidente de la de su taxón emparentado: Oligoryzomys flavescens.

## Distribución geográfica y hábitat
Esta especie se distribuye en Bolivia y en el noroeste, oeste y centro-oeste de Argentina, llegando por el sur hasta las provincias de Mendoza y San Luis. Habita principalmente bosques y arbustales xerófilos de tierras bajas, selva de las yungas y bosques y pastizales xerófilos de montaña.

## Importancia sanitaria
Oligoryzomys occidentalis tiene una destacada relevancia en la salud humana al ser, parte de sus poblaciones, portadora de una cepa del Andes virus (un tipo de hantavirus), la que causa una zoonosis que resulta mortal en parte de los pacientes afectados, en los cuales provoca una enfermedad denominada síndrome pulmonar por hantavirus. La forma de contraerla es a través del contacto con este roedor, de manera directa (por mordeduras) o indirecta, al tocar o inhalar sus heces, orina o saliva.